# Euselasia matuta
Euselasia matuta is een vlindersoort uit de familie van de prachtvlinders (Riodinidae), onderfamilie Euselasiinae.
Euselasia matuta werd in 1913 beschreven door Schaus.